# Hottot-Longraye
Pour les articles homonymes, voir Hottot.
Hottot-Longraye est une ancienne commune du département du Calvados, créée en 1972 par l'association de Hottot-les-Bagues et de Longraye, puis supprimée en 1983. Les deux communes sont alors rétablies.

## Géographie
| Juaye-Mondaye (sur une vingtaine de mètres), Trungy | Lingèvres                                     | Tilly-sur-Seulles                            |
| Torteval-Quesnay                                    | Hottot-Longraye                               | Juvigny-sur-Seulles, Saint-Vaast-sur-Seulles |
| Torteval-Quesnay                                    | Anctoville (comm. ass. d'Orbois et Sermentot) | Saint-Vaast-sur-Seulles                      |

## Histoire
La commune est créée par un arrêté du 29 novembre 1972 par fusion-association des communes de Hottot-les-Bagues et de Longraye. L'arrêté du 29 décembre 1982 met fin à cette association.

## Démographie
| 1975 | 1982 |
| ---- | ---- |
| 592  | 618  |